# Bezirk Jap

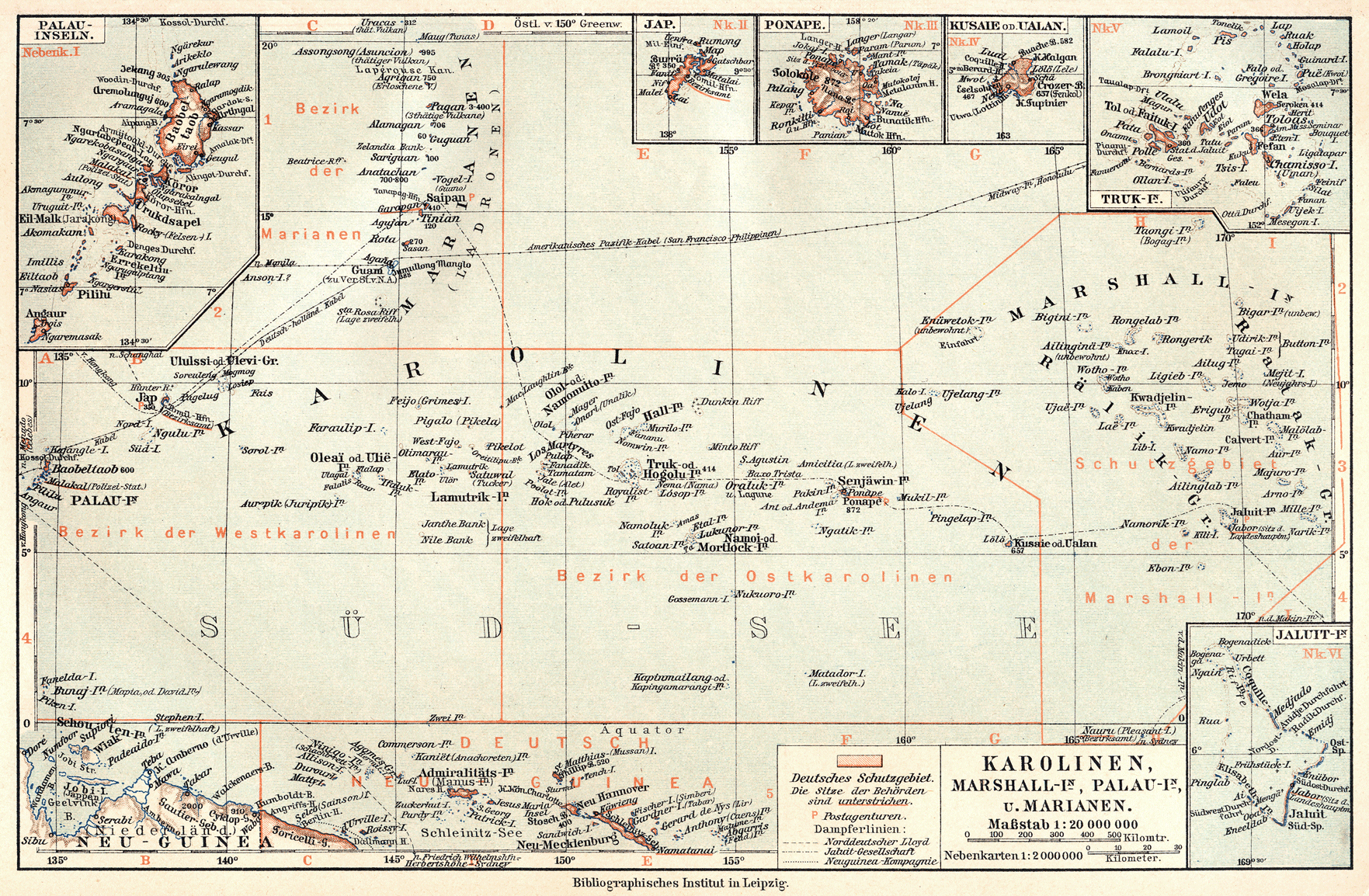
Deutsch-Mikronesien mit Bezirksgrenzen: Bezirk Jap rechts (Karte von 1905).

Der Bezirk Jap war von 1899 bis 1918 eine Verwaltungseinheit des deutschen Kolonialreiches auf den Karolinen mit Sitz auf Jap.

## Der Bezirk
Seit dem 16. Jahrhundert war Jap offiziell im Besitz Spaniens. Mit dem Deutsch-Spanischen Vertrag von 1899 wurde die Insel durch Verkauf deutsche Kolonie. Er wurde Teil des Schutzgebietes Deutsch-Neuguinea.
Der neu geschaffene Bezirk Jap war für die Westkarolinen, Marianen und Palauinseln zuständig. Die Grenze zum Bezirk Ponape, der die Ostkarolinen abdeckte, war der Längengrad 148 Grad Ost.
Der Sitz des Bezirksamtes lag auf der Insel Jap. An der Spitze der Verwaltung stand ein Bezirksamtmann. Dieser war ab 1907 gleichzeitig Vizegouverneur von Deutsch-Neuguinea. Vor 1907 hatte der Bezirksamtmann des Bezirks Ponape diesen Titel. Bezirksamtmänner waren:
- Arno Senfft (1899–1909)
- Rudolf Karlowa (1909)
- Georg Fritz (1909–1910)
- Hermann Kersting (1910–1911)
- Baumert (1911–1914)

Vor Ort bestand das Bezirksgericht Jap. Allerdings war auf Jap kein Berufsrichter stationiert. Der Bezirksamtmann nahm die Aufgabe des Bezirksrichters in Personalunion wahr. Das Gericht war dem Obergericht Rabaul nachgeordnet. Es war lediglich für die Weißen, nicht für die Eingeborenen zuständig. Für die Ureinwohner war der Bezirksamtmann als Richter zuständig, sofern nicht Eingeborenengerichte zum Einsatz kamen.
1911 lebten über 6000 Eingeborene im Bezirk. Hinzu kamen 38 Weiße (davon 25 Deutsche) und neun Japaner.
Daneben bestand auf Jap ein Strandungsamt, ein Standesamt und ein Seemannsamt. Schulen wurden nur durch die Missionen unterhalten. Den Sicherheitsdienst versah zunächst eine Polizeitruppe aus 32 Eingeborenen (Stand 1902). In Jap bestand eine Poststation und eine große Kabelstation der Deutsch-Niederländischen Telegraphengesellschaft. Diese war über Kabel mit Schanghai, Menado und Guam verbunden.
Mit dem Friedensvertrag von Versailles musste Deutschland seine Kolonien abtreten.

## Stationsbezirke
Dem Bezirksamt Jap unterstanden die Stationen Koror, Jaluit, Nauru, Saipan und Angaur.

## Stationsbezirk Saipan
1899 wurde auf Saipan ein eigenes Bezirksamt Saipan errichtet. Ab April 1906 wurde die Verwaltung durch das Bezirksamt Jap wahrgenommen. Mit Verordnung des Reichskanzlers vom 27. Februar 1907 wurde das Bezirksamt aufgehoben und dem Bezirksamt Jap zugeordnet. Auf Saipan wurde ein Stationsbezirk mit einem Stationsleiter geschaffen.
Auf Saipan lebten etwa 2500 Eingeborene, 22 Weiße, darunter 15 Deutsche und 38 Japaner. Der Sitz des Stationsleiters befand sich in Gárapan auf der Insel Saipan. An Infrastruktur bestand die einzige Regierungsschule des Schutzgebietes und mehrere Eingeborenenschulen der Missionen. Bezirksleiter war 1899 bis 1907 Georg Fritz. Stationsleiter war von 1907 bis 1910 Karl Kirn und 1911 bis 1914 von Heynitz.

## Regierungsstation Koror
1901 wurde auf Koror eine detachierte Hilfsstelle mit einem farbigen Leiter eingerichtet. 1905 wurde ein Stationsleiter eingesetzt. 1911 lebten rund 4150 Eingeborene, 9 Weiße (darunter 8 Deutsche) und 42 Japaner auf der Insel. Die Regierungsstation befand sich in Matalái auf der Nordspitze der Insel. An Infrastruktur bestand ein Standesamt und eine Poststation, die beide vom Stationsleiter mitverwaltet wurden. Die örtliche Kapuzinermission betrieb Schulen. 1908 bis 1914 war Winkler Stationsleiter.

## Regierungsstation Angaur
1910 wurde die Regierungsstation Angaur eingerichtet. Die Insel verfügte über reiche Phosphatvorkommen, die von der „Deutschen Südseephosphat-Aktiengesellschaft“ abgebaut wurden und hatte entsprechende wirtschaftliche Bedeutung. 1911 lebten rund 600 Farbige (Eingeborene und Arbeiter von anderen Inseln) im Bezirk. Hinzu kamen 28 Deutsche, ein Argentinier und 113 Chinesen. Neben der Poststation gab es eine drahtlose Telegraphenstation, die Kontakt mit Jap hielt. Neben den Phosphatdampfern wurde die Station sechsmal im Jahr von Dampfern der Austral-Hongkong-Line des Norddeutschen Lloyds angefahren. Stationsleiter war von 1910 bis 1911 von Heynitz, 1911 bis 1913 Rodatz, 1913 bis 1914 Völz und 1914 Eckert.

## Regierungsstation Nauru
Nauru gehörte ab dem 16. April 1888 zum Schutzgebiet der Marshallinseln. Mit der Übernahme des Gebietes von der Jaluit-Gesellschaft durch das Reich 1906 wurde dieses Schutzgebiet aufgelöst und dem Schutzgebiet Deutsch-Neuguinea zugeordnet. Bis zum 17. Februar 1911 war die Station selbständig und wurde dann dem Bezirksamt Jap untergeordnet. Nauru hatte 1911 etwa 1400 Eingeborene. Auf der Insel bestand eine Postanstalt und eine Funkstation, die Kontakt mit Jap hielt.
Bezirksamtmänner der Jaluitgesellschaft waren 1889 bis 1892 Christian Johannsen, 1892 bis 1897 Fritz Jung und 1897 bis 1906 Ludwig Kaiser. Stationsleiter waren 1906 bis 1908 Konrad Geppert, 1908 bis 1911 Joseph Sigwanz, 1911 bis 1912 Warnecke und 1912 bis 1914 Wilhelm Wostrack.

## Stationsbezirk Jaluit

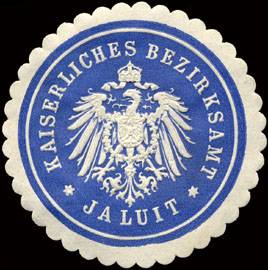
Siegelmarke Kaiserliches Bezirksamt – Jaluit

Die Marshallinseln waren 1888 bis 1906 ein eigenes Schutzgebiet unter der Verwaltung der Jaluitgesellschaft. Durch Kaiserliche Verordnung vom 18. Januar 1906 wurde das Schutzgebiet aufgehoben und dem Schutzgebiet Deutsch-Neuguinea zugeordnet. Jaluit wurde Sitz des Bezirksamtes Jaluit. Gleichzeitig wurde das Obergericht von Jaluit nach Ponape verlegt. Durch Verordnung des Gouverneurs von Deutsch-Neuguinea vom 17. Februar 1911 wurde das Bezirksamt Jaluit in eine Station umgewandelt und dem Bezirksamt Jap unterstellt.
Der Stationsbezirk Jaluit umfasste die Marshallinseln, die Brown- und die Providenceinseln. Die Regierungsstation lag in Jaboran auf Jabor, der Hauptinsel von Jaluit. Auf Jaluit befanden sich eine Poststation und mehrere Missionsstationen.
An der Spitze des Schutzgebietes stand 1886 bis 1893 der Kaiserliche Kommissar. Ab 1893 trug er den Titel Landeshauptmann. Dies war 1886 bis 1887 Wilhelm Knappe, 1887 bis 1889 Franz Sonnenschein, 1889 bis 1891 Max Biermann, 1891 bis 1893 Wilhelm Schmidt, 1893 bis 1898 Wilhelm Irmer und 1898 bis 1906 Eugen Brandeis. Nach einer Vakanz wurde der Bezirk ab 1907 von einem Bezirksamtmann geleitet. Dies waren 1908 bis 1909 Wilhelm Stuckhardt, 1909 bis 1911 Erich Berghausen. 1911 bis 1912 war Merz und 1912 bis 1914 Schoenleber Stationsleiter.